# Betta uberis
Betta uberis — тропічний прісноводний вид риб з родини осфронемових (Osphronemidae), підродина макроподових (Macropodusinae).
Належить до групи бійцівських рибок B. coccina, яка включає B. coccina, B. tussyae, B. persephone, B. rutilans, B. brownorum, B. livida, B. miniopinna, B. burdigala, B. uberis, B. hendra.
Отримав назву від латинського прикметника uber, що означає «рясний, багатий на щось»; така назва пов'язана з великою кількістю променів у спинному плавці в порівнянні з іншими представниками роду.
До того, як Betta uberis отримала науковий опис, ці риби були відомі в акваріумній літературі та торгівлі декоративними рибами під назвами Betta cf. burdigala ‘Kubu’, Betta sp. ‘Sukadana’ та B. sp. ‘Pangkalanbun’.

## Опис
Максимальна стандартна (без хвостового плавця) довжина Betta uberis становить 3,6 см. Рибка має подовжене, струнке й невисоке тіло.
У спинному плавці 0-1 твердих і 13-17 м'яких (всього 14-17) променів. Довжина основи спинного плавця становить 30,0-37,3 % стандартної довжини. Ці показники в Betta uberis є більшими, ніж у споріднених видів і належать до її основних характерних ознак. В анальному плавці 1-2 твердих і 22-26 м'яких променів. Хвостовий плавець округлий. Черевні плавці мають широкий периферійний край.
12-13½ субдорсальних лусок.
Основне забарвлення бордове або темно-коричневе, плавці червоні. На цьому тлі луски вилискують синьо-зеленими цятками. Такого ж кольору забарвлення присутнє на непарних плавцях у вигляді смужок на міжпроменевих мембранах. Зразки з дикої природи зазвичай мають чітку зеленкувато-синю пляму посередині боків у самців. В акваріумних популяціях вона мало помітна або й взагалі відсутня. Райдужна оболонка ока в самців і самиць світиться блакитним кольором. На зябрових кришках присутні червоні плями. Кінчики черевних плавців білі.
Самці трохи більші за самиць й яскравіше забарвлені. Спинний та анальний плавці в них довші й загострені на кінці; черевні плавці також трохи довші.

## Поширення
Вид водиться в індонезійській частині острова Калімантан, провінції Центральний Калімантан та Західний Калімантан. Існує певна невизначеність в окресленні точних меж його ареалу поширення. Відомо 3-10 локацій, де бачили цих риб. Серед них басейн річки Арут поблизу Панкаланбуна, басейн річки Сампіт поблизу Кота-Бесі в провінції Центральний Калімантан, а також район Сукадана в провінції Західний Калімантан. Можливо, ці риби також зустрічаються ще в деяких інших районах цих провінцій. Територія ареалу поширення виду оцінюється в 16 400 — 38 000 км².
Вид є стенотопним мешканцем торфових болотних лісів. Ця риба була виявлена на мілководді з рясною рослинністю та опалим листям на дні. Параметри води в місцевості Сукадана, коли там ловили Betta uberis, були такими: чиста прозора вода з pH 4,1, GH 0-1 / KH 0-1, температура води 27,2 °C.
Стан збереження виду оцінюється як уразливий через обмежену територію його поширення, а також велику ймовірність пошкодження його середовищ існування через перетворення торфових болотних лісів на лісопромислові райони та насадження монокультур.

## Утримання в акваріумі
Вид час від часу зустрічається в торгівлі акваріумними рибами, він користується популярністю серед любителів чорноводних бійцівських рибок.
Для утримання двох пар Betta uberis достатньо акваріума завдовжки 50 см. Його наповнюють м'якою (dGH 1-2) кислою (pH 5-5,5) водою, за складом подібною до тієї, в якій живуть ці риби в дикій природі. Жорстких вимог до температури води немає, вона може бути в межах 21-27 °C. Освітлення має бути не надто яскравим. Риби повинні мати укриття, для чого використовують корчі, гілки, штучні печери, густі зарості рослин. На дно можна покласти сухе листя дуба. Корисним є використання плавучих рослин. Але не всі рослини можуть жити за таких умов, підійдуть яванський мох, таїландська папороть, плавуча рогата папороть (Ceratopteris pteridioides), анубіаси. Акваріум має бути щільно накритий, ці рибки дуже добре стрибають. Часткову зміну води проводять кожні два тижні, при цьому свіжа вода повинна мати аналогічні гідрохімічні показники.
Годують личинками комарів та артеміями, від дафній риби відмовляються.
Betta uberis рекомендується тримати у видовому акваріумі. Самці займають території, між рибами встановлюється ієрархія, причому домінувати може й самка. Але вид не є агресивним, сутички не призводять до травм.

## Розведення
Betta uberis належить до числа бійцівських рибок, що будують гнізда з піни. Зважаючи на те, що існування виду в дикій природі перебуває під загрозою, в Англії, Німеччині та США різними організаціями з метою збереження цих риб створюються спеціальні програми для їх розведення в акваріумних умовах.
Зміна води в акваріумі або підвищення її температури можуть стимулювати нерест. Рівень води в нерестовищі має бути не вищим за 15 см. Самці будують невеличкі підводні гнізда з бульбашок повітря, використовуючи для гніздування велике листя рослин або пластикові контейнери. Під час будівництва самець нікого не підпускає до гнізда, а коли воно буде готове, раз по раз вирушає шукати свою пару. Самець повільно підпливає до самиці зі складеними плавцями, подруга тримається так само. Потім раптово обоє розправляють плавці й пускають хвилі один одному. Якщо самиця ще не готова, то вона після цього пливе геть, якщо ж вона згодна, то пливе за самцем до гнізда. Коли партнерка занадто довго відмовляє, самець починає переслідувати її.
Риби відкладають ікру в тісних обіймах, відбувається це дуже тихо. Після кількох невдалих спроб з'являються перші ікринки, лише 1-3 одночасно, але вони досить великі, як на таких дрібних риб. Самець вкладає ікру до гнізда. Ікринок небагато, але вже за декілька днів риби можуть нереститися знову. Відомі випадки, коли самець нерестився одночасно з двома самками, використовуючи одне гніздо. Ті не билися й, поки самець спаровувався з однією, інша плавала поруч і терпляче чекала своєї черги.
Самець весь час перебуває біля гнізда й рідко відходить від нього, навіть щоб поїсти. Приблизно за 72 години виводяться личинки, хвостиками донизу вони звисають із гнізда. Проходить близько 5 днів після нересту, поки мальки почнуть вільно плавати. Стартовий корм — наупліуси артемій. Батьки не їдять своїх мальків, вони можуть лишатися разом в одному акваріумі. Часто за таких умов мальки ростуть швидше, ніж коли їх тримають окремо від батьків. Молоді самці виявляють своє чудове забарвлення, виростаючи до 3 см завдовжки.

## Відео
- Betta uberis kubu на YouTube by Daves
- Betta Uberis - Wahşi Bettam на YouTube by Wahşi Bettam
- Betta Uberis breeding на YouTube by MenyBetta Chanel
- Wild Betta Uberis на YouTube by imoua10